# Nyahbinghi
Nyahbinghi is een stroming binnen het Rastafari-geloof. 
De Nyahbinghi is de oudste stroming, later ontstonden ook de Bobo Ashanti en de Twelve Tribes of Israel. Naast deze drie hoofdstromingen bestaan er nog verschillende kleinere bewegingen.
De Nyahbinghi is vernoemd naar een legendarische Amazone koningin met dezelfde naam die in de 19de eeuw een Oegandese vrouw genaamd Muhumusa zou bezeten hebben. De Nyahbinghi is het strengst in de leer van alle Rastastromingen. De leden leggen een eed van liefde af ten opzichte van alle levende wezens en geloven niet in geweld aangezien enkel Jah het recht heeft om te vernietigen. De Nyahbinghi leggen deze eed af omdat ze geloven in de kracht van woorden. Ze geloven dat de onderdrukker enkel verslagen kan worden als alle kinderen van Jah diezelfde eed afleggen. 

## Bron
- Vertaald van de Engelstalige Wikipedia: en:Nyabinghi